# Йоганн Август (князь Ангальт-Цербстський)
Йоганн Август (нім. Johann August), (нар. 29 липня 1677 — пом. 7 листопада 1742) — князь Ангальт-Цербстське князівство у 1718—1742 роках, син князя Карла Вільгельма та Софії Саксен-Вайссенфельської.

## Біографія

### Ранні роки
Йоганн Август з'явився на світ о п'ятій ранку 29 липня 1677 року у Цербсті. Він був первістком в родині князя Ангальт-Цербстського князівства Карла Вільгельма та його дружини Софії Саксен-Вайссенфельської. Хрестини новонародженого відбулися 7 серпня. Своє ім'я він отримав на честь дідів: князя Йоганна VI Ангальт-Цербстського та Августа Саксен-Вайзенфельського. За два наступні роки родина поповнилася ще одним сином Карлом Фрідріхом та донькою Магдаленою Августою.
Відповідно свого статусу, принц отримав добру освіту. Історик Ленц зазначав, що, під наглядом батьків та керівництвом домашнього вчителя, Йоганн Август разом із братом, вивчали всі потрібні для свого часу науки: християнство, історію, політику, цивільне право та державні закони, математику, фортифікаційне мистецтво, екзерциції, а також музику. По закінченню домашнього навчання, Йоганн Август здійснював ознайомчі поїздки, як це було прийнято у вищому суспільстві.
Першою мандрівкою стала подорож до Республіки Об'єднаних провінцій Нідерландів. Дорогою до Брюсселя принц зупинявся у Магдебурзі, Брауншвейзі та Ганновері. У Нідерландах був прийнятим штатгальтером та англійським королем Вільгельмом III Оранським. Відвідував війська, що дислокувалися у фландрському Генті, та армію, розташовану у Брабанті. Унікальною можливістю познайомитися з великою політикою стало для нього перебування у Рейсвейку, де велися переговори щодо миру між Францією та країнами «Великого Альянсу», що мали завершити війну Аугсбурзької ліги. Там Йоганн Август не лише поглиблював знання на політичному полі, а й зустрічався з послами та дипломатичними представниками багатьох країн. Після підписання мирного договору, попрямував до Утрехту, де відвідав місцевий університет, широко відомий за межами країни. Побував у Курпфальці на Рейні, Стратсбурзі, Базелі. Через міста Аугсбург, Мюнхен, Ульм, Регенсбург, Нюрнберг та Франкфурт у січні 1699 повернувся на батьківщину.
У Цербсті Йоганн Август продовжив своє навчання. Карл Вільгельм почав знайомити його з державними справами. Принц був присутнім на засіданнях князівського уряду, брав участь у обговоренні питань та висловлював власні судження.
Однак, надовго у Цербсті він не затримався, вже у червні 1701 вирушивши до Данії. В Копенгагені був прийнятий королем Фредеріком IV, що нагородив принца орденом Слона. Наступною зупинкою принца стала Швеція, де жила сестра його бабусі, королева Ядвіга Елеонора.

### Шлюби
26 лютого 1702 у замку Фріденштайн у Готі відбулися заручини Йоганна Августа із сестрою правлячого герцога Саксен-Гота-Альтенбурзького, Фредерікою. Сам герцог вже кілька років був одружений із молодшою сестрою Йоганна Августа, Магдаленою. Фредеріка була дуже релігійною та начитаною дівчиною, крім німецької, вільно володіла італійською та французькою мовами. Із принцом вона познайомилася на урочистостях з приводу відкриття у Цербсті церкви Святої Трійці у 1696 році. З того часу молоді люди мали велику прихильність один до одного.
Весілля відбулося 25 травня 1702 року у Цербсті. Йоганну Августу на той час виповнилося 24 роки, Фредеріці — 27.Не зважаючи на те, політичні передумови союзу, подружжя кохало одне одного та були щасливі у сімейному житті. Шлюб, однак, залишився бездітним.
Будівництво Цербтського замку, що тривало і після відкриття головної будівлі, та постійна присутність батьків, навели Йоганна Августа на думки про власне житло. 3 вересня 1704 Фредеріка заклала перший камінь фундаменту майбутньої спільної домівки в десяти кільметрах від Цербста, у гористій місцевості, неподалік Ельби. На честь неї новий замок і отримав свою назву — Фрідерікенберг (Friederikenberg). Витрати на зведення замку, саду і оранжереї принц узяв на себе. Із дружиною вони сподівались насолоджуватись сільською ідилією подалі від двору та службових обов'язків.
1706 принц із батьками відвідали Йевер, де повели кілька тижнів.

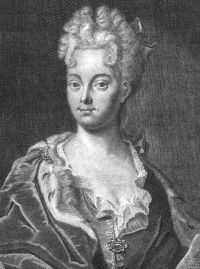
Ядвіга Фредеріка

Однак щасливий шлюб тривав лише сім років. Фредеріка мала проблеми зі здоров'ям, і у лютому 1708 її стан погіршав. Із чоловіком вони виїхали до Косвігу, де повітря вважалось кориснішим для хворих. З серпня до жовтня вони проводили час у Карлових Варах, Фредеріка відчувала себе здоровою, і подружжя повернулося до Цербста. 7 травня 1709 вони знову виїхали до Карлових Вар. 17 травня із Фредерікою трапився напад, а 28 травня вона померла на руках чоловіка. 16 липня відбулося урочисте поховання. Численні європейські двори висловили свої співчуття, що свідчить про шану, якою користувалося подружжя спадкоємців трону.
Йоганн Август важко переживав втрату коханої дружини. Будівництво власного замку він закинув. Лише за кілька років принц наважився знову вступити у шлюб, оскільки країна чекала на продовження династії.
Його обраницею стала принцеса Ядвіга Фредеріка Вюртемберг-Вайльтінгенська, з якою вони вперше зустрілися у Карлових Варах. Заручини відбулися там же 11 липня 1715 року. 21 вересня підписали шлюбний контракт, що налічував 23 статті. Окремою письмовою угодою зазначалось, що Ядвіга Фредеріка і її чоловік відмовляються від участі у наслідуванні вюртемберзьких територій. Разом з тим, дружина принесла Йоганну Августу 20000 гульденів посагу та столових приборів, одягу, прикрас і срібла на 6000 гульденів. Одну третину він мав отримати відразу після укладення шлюбу, дві інші — згодом.
5 жовтня наречена прибула до Цербсту, а 8 жовтня у залі засідань пройшла церемонія пошлюблення. Святкування з цього приводу, з прийомами, привітаннями, церковними службами, бенкетами, танцями, ілюмінаціями та різними розвагами тривали до 29 жовтня.

### Правління
У листопаді 1718 помер Карл Вільгельм, і Йоганн Август став князем Ангальт-Цербстським. Його правління було мирним, країна успішно розвивалася.
За його пропозицією та фінансовій підтримці 1721 року у Цербсті була відкрита фаянсова мануфактура, якою керували Йоганн Каспар Ріпп, вже маючий аналогічний досвід роботи на мануфактурі Нюрнберга, та Даніель ван Кайк. Цербстська продукція вирізнялася високою якістю. Це дозволило князю оздоблювати власні замки та літні будиночки не покладаючись на дорогий імпорт. Місцевий фаянс потрапляв і на внутрішні ринки країни, і навіть за кордон.

Шанував новий правитель і мистецтво. Багато відомих тогочасних художників, артистів, ремісників та майстрів різного профілю оселилося у Цербсті. Особливий інтерес у князя викликала музика. Придворним капельмейстером він, за рекомендацією Готтфріда Генріха Штьольцеля, у 1722 призначив Йоганна Фрідріха Фаша. Князівський оркестр, що від початку складався із дев'яти музикантів збільшився до двадцяти.

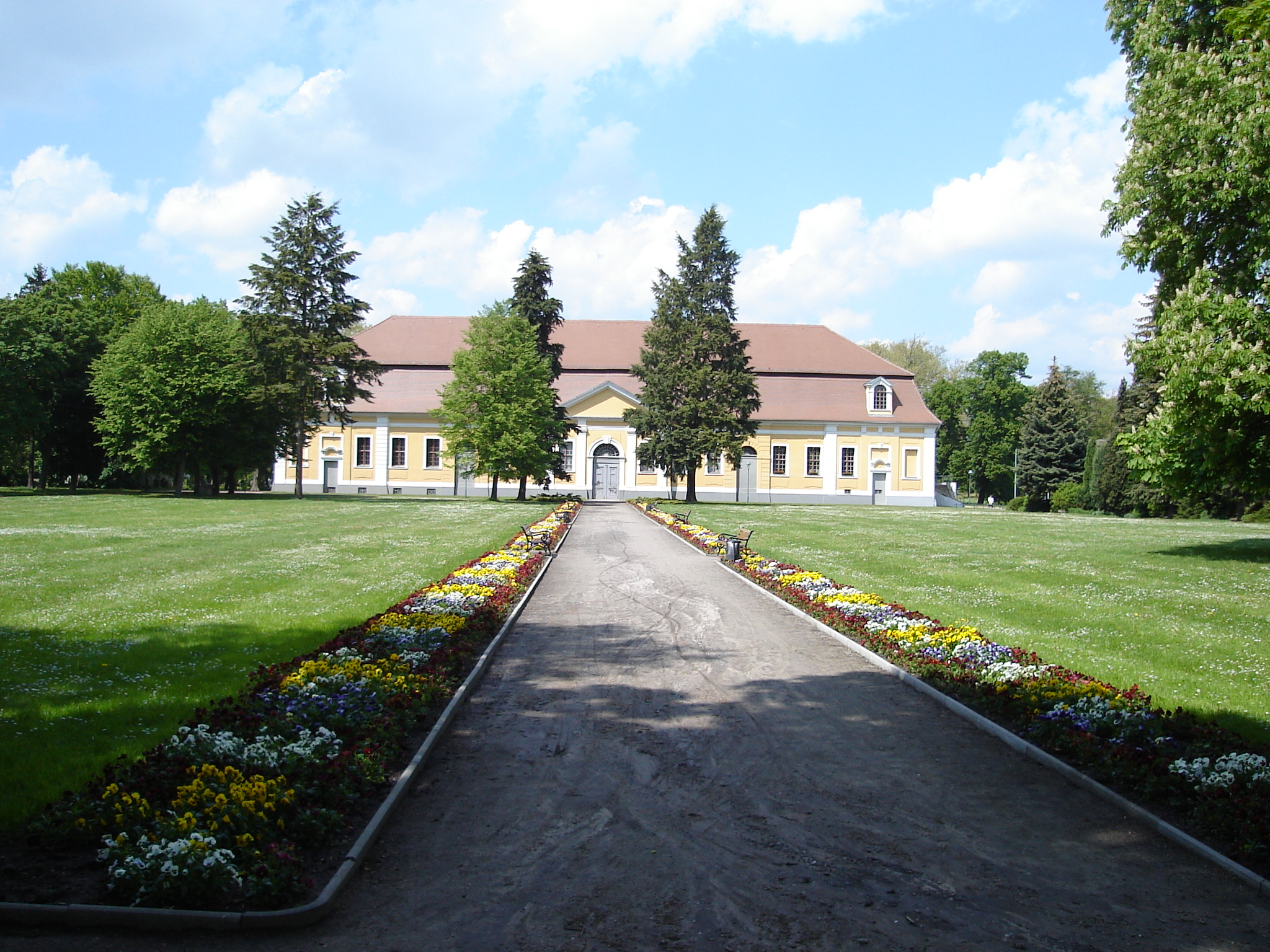
Будинок міської ратуші Цербста, збудований за Йоганна Августа

1724 пішла з життя матір Йоганна Августа, вдовіюча княгиня Софія. 7 липня її поховали поруч із чоловіком у склепі святого Варфоломея у придворній кірсі.
У 1730 з нагоди 200-ліття аугсбурзького сповідання відбулися релігійні святкування. Усі проповідники країни отримали копію історії цього документу.
1736 Йоганн Август ініцюював появу вуличного освітлення у місті. 1738 — на території колишнього монастирі створив в'язницю, будинок для дітей-сиріт та богадільню для жінок.
Була добудована каплиця у замку, яку відкрили 1719, створена замкова башта (1721—1725), два літні будиночки для Ядвіги Фредеріки (1722—1726 та 1727—1732), іподром (1724—1732), що зараз є міською ратушею,, оранжерея (1735—1741), відновилося будування Фрідерікенбергу (1725—1741). Садам навколо Цербстського замку було надано барочних форм.
Постійно триваюче будівництво і пов'язане з ним обслуговування, сприяло розвиненню торгівлі та економіки загалом. Інтелектуальна та культурне життя також знаходилося на високому рівні. Правління Йоганна Августа тривало двадцять чотири роки.
У другій половині дня 7 листопада 1742 князь, не вставаючи з ліжка вже дванадцять днів, відійшов в інший світ. Після прощання у Червоному залі, його поховали у склепі, збудованому ним у західному крилі замка, поруч із першою дружиною Фредерікою. В країні було оголошено національний траур, в церквах читалися проповіді для ушанування пам'яті правителя.
Другий шлюб князя також був бездітним і, з його кончиною, згасла основна лінія Ангальт-Цербстського дому. Країну наслідували його кузени Йоганн Людвіг II та Крістіан Август, представники Ангальт-Цербст-Дорнбурзької гілки.

## Цікаві факти
- 1724 року придворний садівник висадив у князівському саду картоплю. Культура вирощувалась не для вживання в їжу, а виключно як декоративна рослина[10].

## Родина
1 Дружина — Фредеріка Саксен-Гота-Альтенбурзька (1675—1709)
2 Дружина — Ядвіга Фредеріка Вюртемберг-Вайльтінгенська (1691— 1752)
Діти: не було